# Falten (Schmiedeverfahren)
Das Falten ist eine der wichtigsten Schmiedetechniken im Bereich der Messer- und Schwerter-Herstellung. Hierbei wird der Rohling erhitzt, mit dem Schmiedehammer gestreckt, teil gespalten, an der Bruchkante umgeschlagen und wieder mit dem Hammer zusammengeschmiedet.
Ein traditionelles japanisches Katana erhält so z. B. nach nur 15-mal Falten exakt 32768 = 2^15 Lagen in der Schneide. Dadurch sind eventuelle Zusatzstoffe wie Kohlenstoff im Rohling nicht nur optimal verteilt, sondern auch Mikrobrüche, die zuvor noch im Rohling existierten, nahezu vollständig beseitigt.
Die Besonderheit im Schmiedefalten liegt darin, dass man mit relativ geringem Aufwand Legierungen auf rein mechanische Weise schaffen kann, deren Mischungen sich bis in die einzelnen Atomlagen konstant zusammensetzen.
Theoretisch lässt sich nahezu jede makroskopische Struktur bis in den Molekularbereich damit übertragen bzw. vervielfältigen, so kann der Rohling durchaus vor dem Falten auch schmiedetechnisch verdreht oder mit einer Webstruktur geknotet werden. Bei jedem Falten verkleinert sich genau diese Ur-Struktur dann auf die Hälfte – mit möglicherweise dadurch völlig neuen Materialeigenschaften im Endprodukt.